# Paracheilinus
Paracheilinus – rodzaj ryb okoniokształtnych z rodziny wargaczowatych.

## Klasyfikacja
Gatunki zaliczane do tego rodzaju:
| - Paracheilinus angulatus - Paracheilinus attenuatus - Paracheilinus bellae - Paracheilinus carpenteri - Paracheilinus cyaneus - Paracheilinus filamentosus - Paracheilinus flavianalis - Paracheilinus hemitaeniatus - Paracheilinus lineopunctatus - Paracheilinus mccoskeri - Paracheilinus nursalim - Paracheilinus octotaenia - Paracheilinus piscilineatus - Paracheilinus rubricaudalis - Paracheilinus togeanensis - Paracheilinus walton |